# モトクロス世界選手権

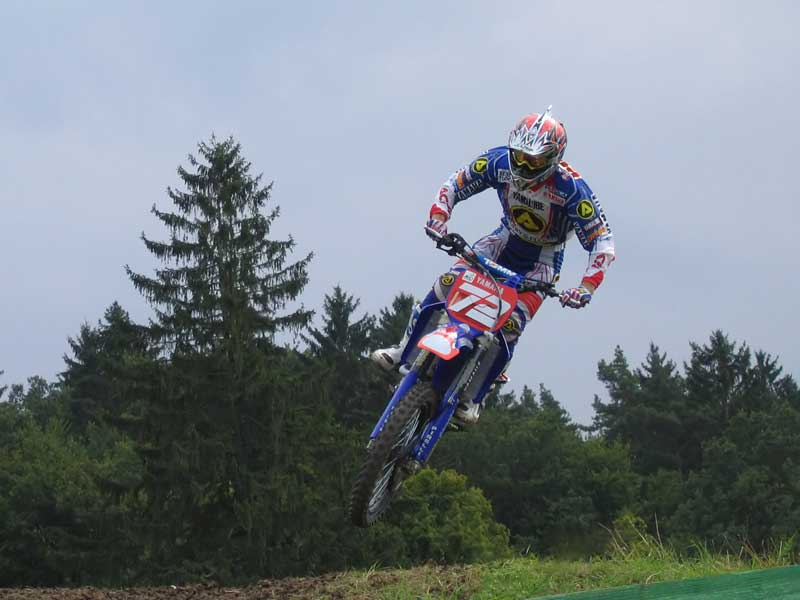
ステファン・エバーツ。史上最多の世界王者10回・大会優勝101回、日本4大メーカー全てでタイトル獲得、1日で全3クラス制覇、1シーズン15戦中14勝など怪物級の記録を多数残した。

FIM モトクロス世界選手権（FIM Motocross World Championship）は、国際モーターサイクリズム連盟（FIM）が主催する、二輪オートバイによるモトクロスの世界選手権大会。「MXGP」の略称で知られる。
ヨーロッパを中心に世界各国を転戦する。

## 概要

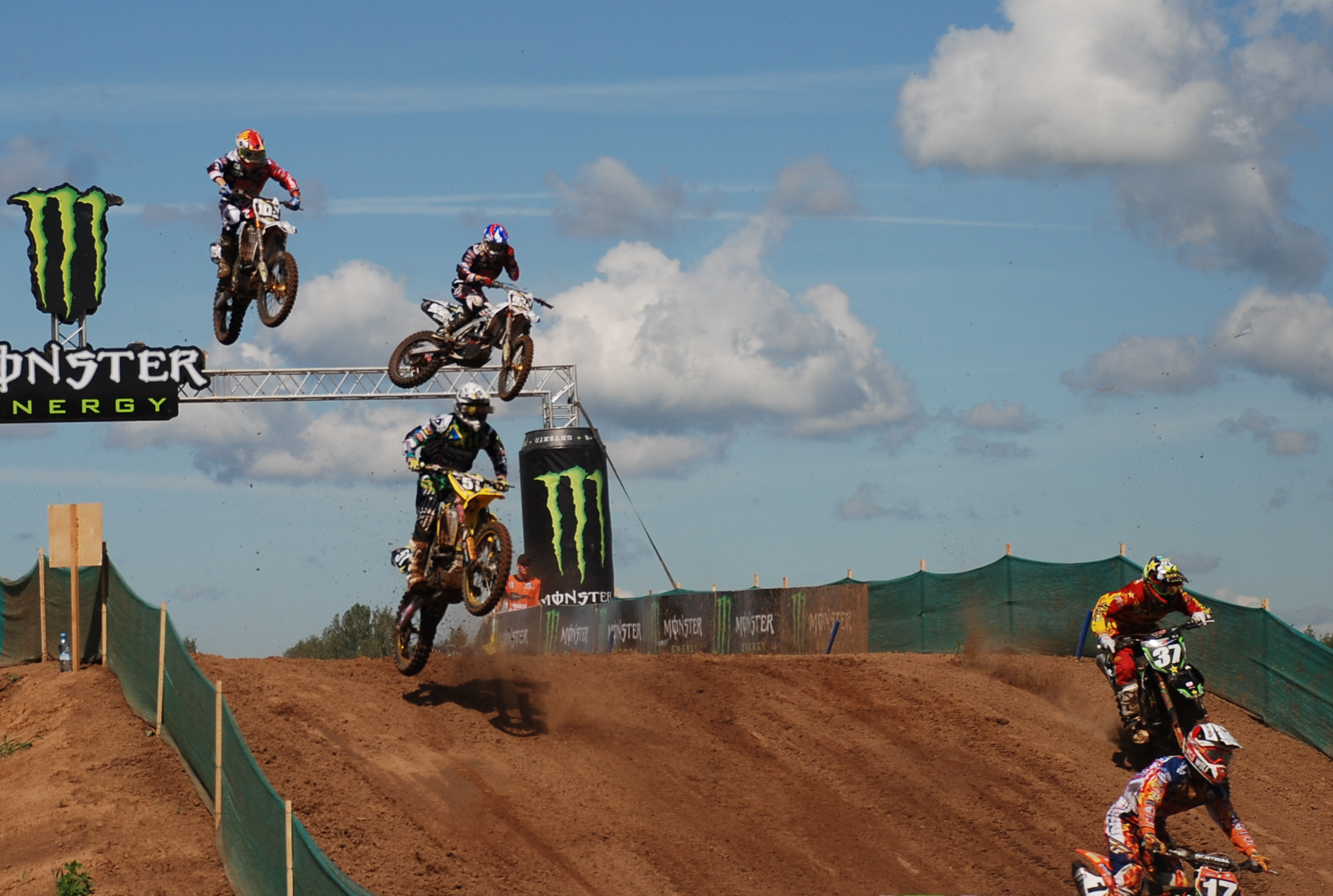
2012年ロシアグランプリ

2023年現在クラスはMXGP、MX2、ジュニアMX、女子MXが存在する。
欧米での人気が高く、2014年のMXGP公式FaceBookにおける「いいね!」数国別トップ3はイタリア、ブラジル、フランスであった
モトクロスはアメリカにおけるレベルが非常に高く、国別対抗戦のモトクロス・オブ・ネイションズでは欧州勢と互角以上の戦いをするため、世界選手権ライダーが全米選手権（AMAモトクロス/AMAスーパークロス）に挑戦する場合もある。なお世界選手権はワンオフのプロトタイプが認可されているのに対し、AMAは市販車である（＝最低生産台数をクリアせねばならない）ことが必須であるため、メーカーの勢力図は少々異なる。
MotoGP同様、日本メーカーが古くから多数のタイトルを獲得したカテゴリである。2023年現在日本ブランドではヤマハ、ホンダ、カワサキがファクトリー体制で参戦している（スズキは2017年末に撤退）。日本人ライダーでは渡辺明が1978年に125ccクラスのチャンピオンを獲得したのが唯一のタイトルとなっている。
1991年から1995年まで鈴鹿サーキットで、2005年～2007年にスポーツランドSUGOで日本グランプリが開催されていた。全日本モトクロス選手権最高峰ライセンスの国際A級では、IA1/IA2という名称でMX1/MX2クラスに該当するクラスが開催されている。

## 沿革

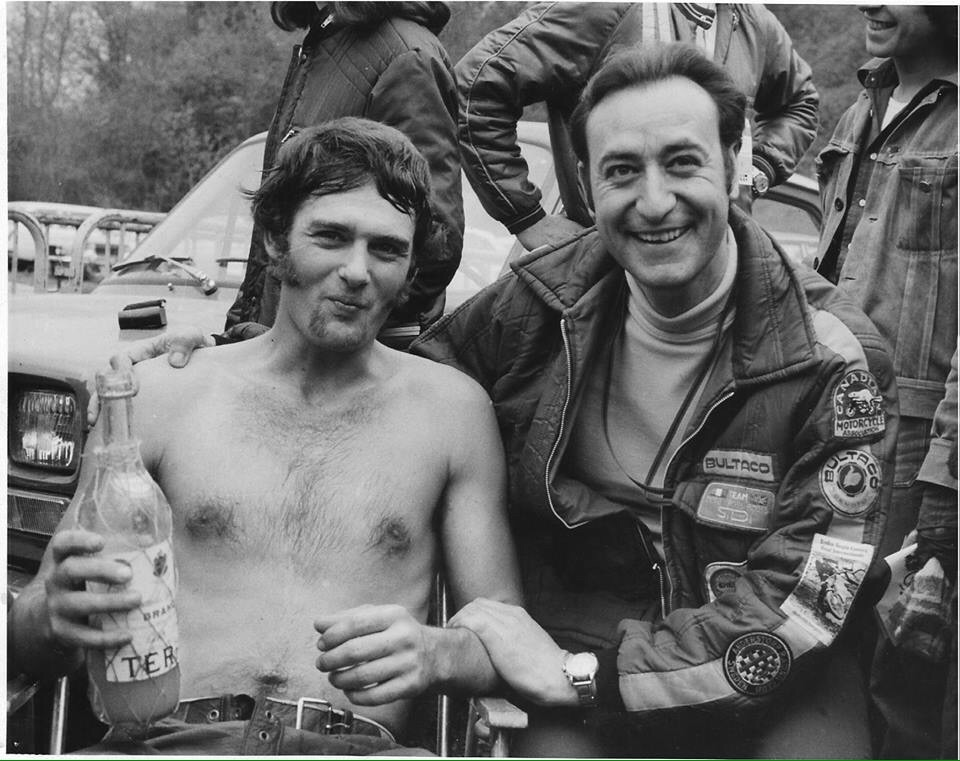
1973年スペインGP250ccクラスでアメリカ人及びブルタコのライダーとして世界選手権初勝利を収めたジム・ポメロイ（左）とブルタコの共同設立者の一人であるオリオール・プーチ・ブルト（右）

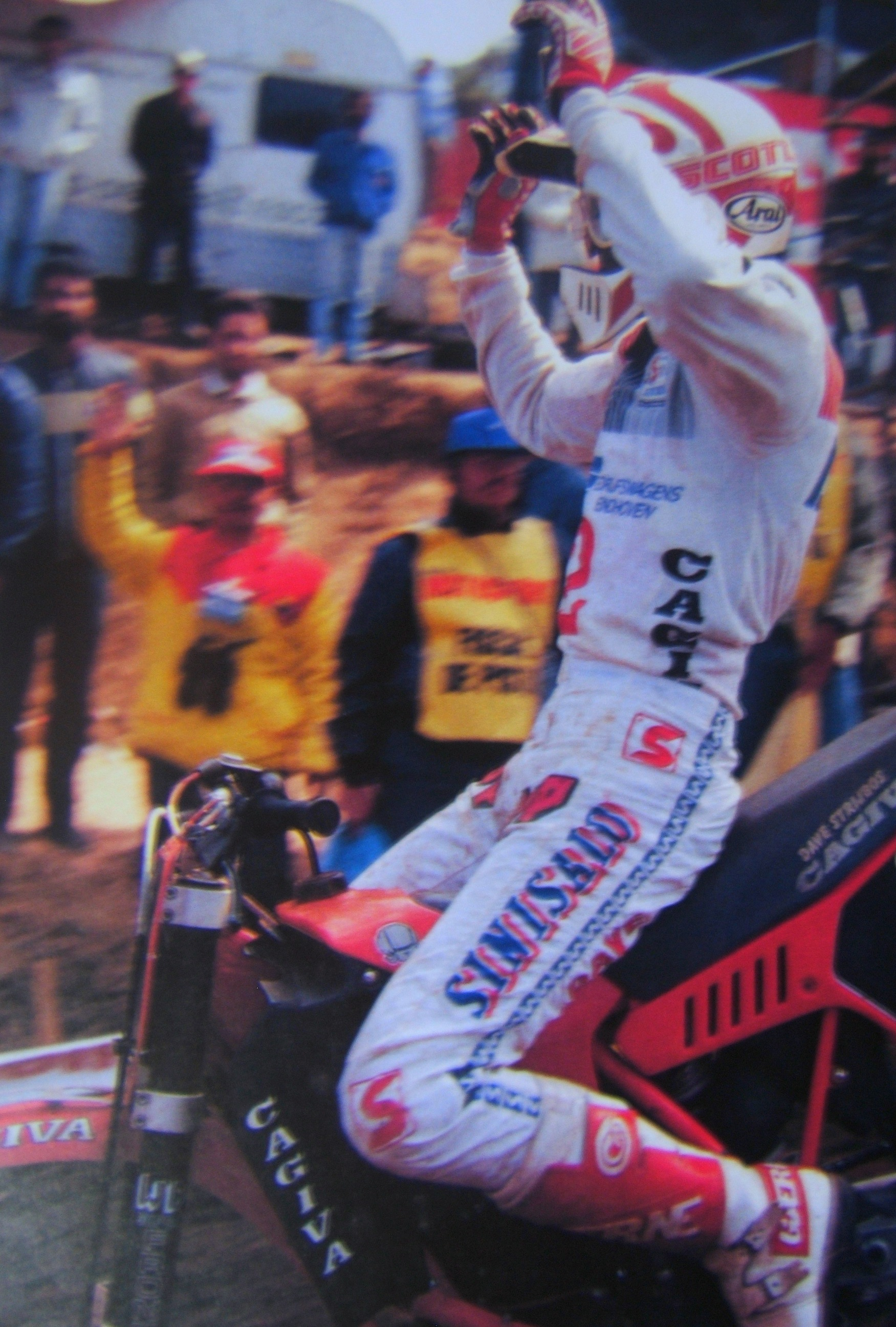
オランダ人初の世界選手権チャンピオンとなったカジバのデイビッド・ストレイボス

1952年誕生の欧州モトクロス選手権が発展し、1957年に世界選手権としてスタートした。当初は500ccクラスのみで、1962年に250ccクラス、1975年に125ccクラスがそれぞれ追加された。1980年代までは名実ともに500ccクラスが最高峰であったが、500ccの2ストロークエンジン車はトッププロライダー以外には運転が難しいものになってしまい、技量によっては250ccの方が速く走れることも増えたため、500cc市場は大幅に縮小。それに伴い選手権を席巻していた日本メーカーたちの500cc車両の生産終了とワークスチームの撤退が相次ぎ、250ccクラスに有力選手が集まりだしたため、250ccクラスが最も注目されるクラスとなった。しかしAMAが日本メーカーの要望で1993年に500ccクラスを廃止したのに対し、世界選手権の欧州メーカーたちは500ccバイクを作り続けたため、クラス廃止はAMAより10年後になった。
2001年にドルナ社が本選手権を買収。2004年にドルナからユースストリーム（現在のインフロント・モト・レーシング社）の手に渡った。
2003年～2005年にかけて一度目の大規模なクラス再編成が実施された。2003年に500ccクラスは廃止され、代わりに従来のオープンクラスの発展として、欧州のみで開催される650ccクラス（2ストローク500ccまたは4ストローク650cc）が一年のみ設定された。そして250ccクラスがMX1となり、2ストロークの250ccエンジンと、4ストロークの450ccエンジン車が同一クラスで争えるようになった。同様に125ccクラスも、2ストロークの125ccと4ストロークの250ccエンジン車が参戦可能となった。翌2004年に125ccクラスはMX2、650ccクラスはMX3となり、85ccバイクによるジュニア世界選手権も誕生した。さらに2005年に女子ワールドカップ（2008年に世界選手権化）が誕生した。
当初は各クラスが別日程で開催されていた（日本グランプリは例外的に2クラス開催された）が、1999年から2000年にかけて実験的に2クラスや3クラス同時開催が試みられ、2001年から全戦全クラス統一したイベントとなった。ただし2004年からのMX3クラスだけが別日程開催となった。
MX3は東欧での開催が多く、世界選手権の中では異端と言えるクラスだった。参加者は資金力の無いアマチュアや老人・女性・若手がメインで、GPと別開催ということもあって、報道も人気も控えめであった。マシンはエンデューロ用のものが想定されていたが、競争が激しさを増してからは450ccのMX1マシンのみが参戦するようになり、その意義を失い始めた。
2014年に二度目の大規模なクラス再編成がなされた。MX1はMotoGPに肖ってMXGPへ改称し、衰退していたMX3は代替クラス無く廃止された。MX2は王者の継続参加が認められた以外はそのまま維持された。

## 現在のクラス

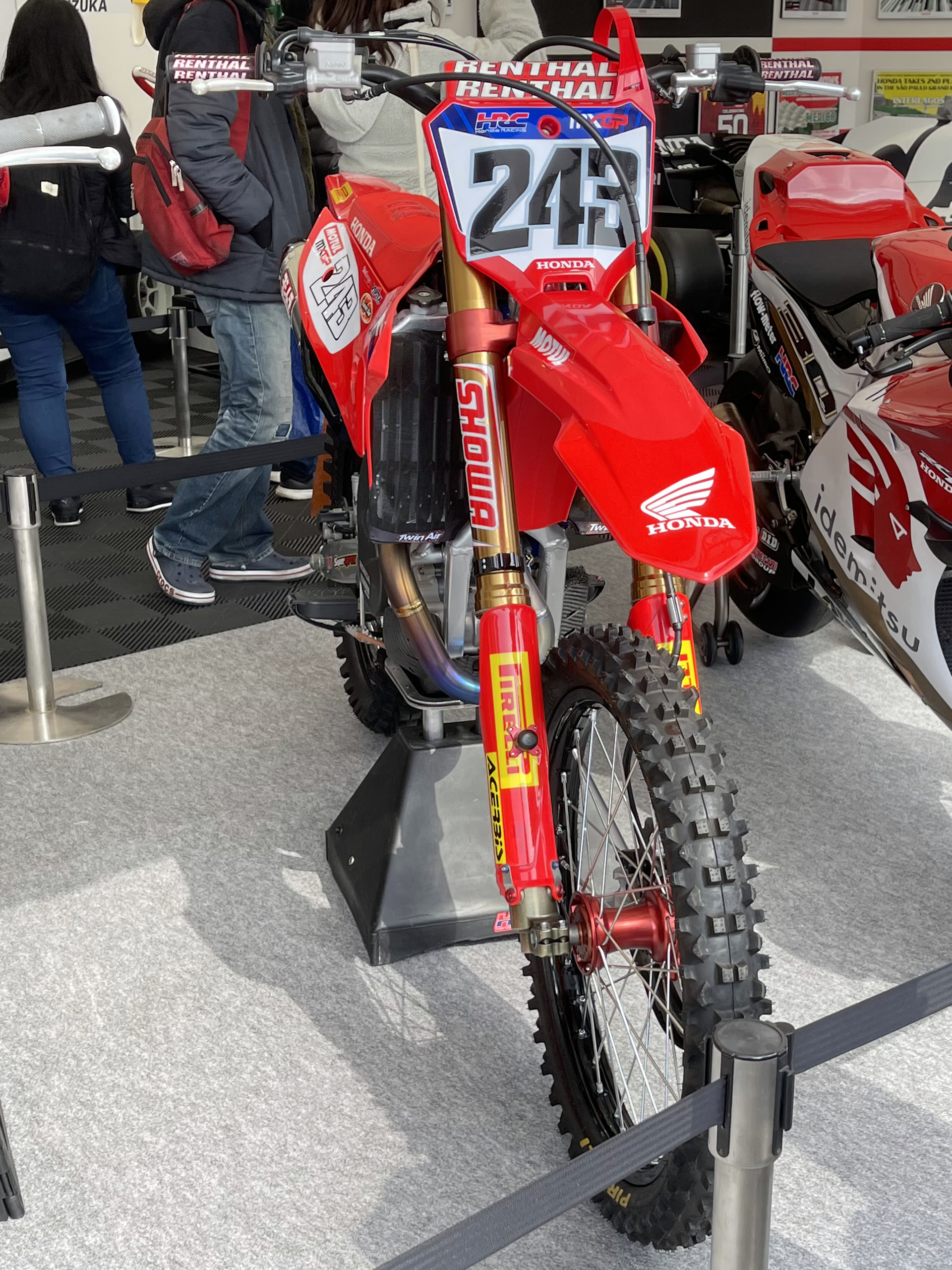
ホンダのMXGPファクトリーマシン・CRF450RW（2022年）

データは2023年時点。各クラス2レースずつ行い、それぞれの順位に1〜20位に25〜1ポイントが与えられる。また2023年からMXGP/MX2は予選レースの1〜10位に10〜1ポイントがそれぞれ与えられるようになり、従って1イベントで最大60ポイントが獲得できることとなった。
各マニュファクチャラーの最上位選手のポイントが、マニュファクチャラー選手権のポイントとなる。
- MXGP- 排気量175cc～250ccの2ストローク、または290cc～450ccの4ストローク。16～50歳が参戦可能。
- MX2 - 排気量100cc～125ccの2ストローク、または175cc～250ccの4ストローク。15～23歳が参戦可能。

- JMX - ジュニアモトクロス世界選手権/カップ。JMX85/125は世界選手権、JMX65はワールドカップの扱いとなる。 
  - JMX65 - 排気量50cc～65ccの2ストローク。10～12歳が参戦可能。
  - JMX85 - 排気量65cc～85ccの2ストローク。12～14歳が参戦可能。
  - JMX125 - 排気量100cc～125ccの2ストローク。13～17歳が参戦可能。

- Women - 女性モトクロス世界選手権。16～50歳が参戦可能。MX2クラスのイベントに含まれる。

- FIM Motocross of Nations - 国別対抗のチーム戦。世界選手権ではないがルールの多くは共通しているため、便宜上記載。初開催は1947年で、本選手権よりも古い歴史を持つ[2]。詳細は当該記事を参照。

## 歴代チャンピオン

### ライダー
| 年   | 250                                  | 125                                    | 500                                    |
| ---- | ------------------------------------ | -------------------------------------- | -------------------------------------- |
| 1957 | Not held                             | Not held                               | ビル・ニルソン（AJS）                  |
| 1958 | Not held                             | Not held                               | ルネ・ベイテン（FN）                   |
| 1959 | Not held                             | Not held                               | ステン・ルンディン（モナーク）         |
| 1960 | Not held                             | Not held                               | ビル・ニルソン（ハスクバーナ）         |
| 1961 | Not held                             | Not held                               | ステン・ルンディン（Lito）             |
| 1962 | トルステン・ハルマン（ハスクバーナ） | Not held                               | ロルフ・ティブリン（ハスクバーナ）     |
| 1963 | トルステン・ハルマン（ハスクバーナ） | Not held                               | ロルフ・ティブリン（ハスクバーナ）     |
| 1964 | ジョエル・ロベール（CZ）             | Not held                               | ジェフ・スミス（BSA）                  |
| 1965 | ビクトル・アベルコフ（CZ）           | Not held                               | ジェフ・スミス（BSA）                  |
| 1966 | トルステン・ハルマン（ハスクバーナ） | Not held                               | ポール・フリードリッヒ（CZ）           |
| 1967 | トルステン・ハルマン（ハスクバーナ） | Not held                               | ポール・フリードリッヒ（CZ）           |
| 1968 | ジョエル・ロベール（CZ）             | Not held                               | ポール・フリードリッヒ（CZ）           |
| 1969 | ジョエル・ロベール（CZ）             | Not held                               | ベングト・オーベリ（ハスクバーナ）     |
| 1970 | ジョエル・ロベール（スズキ）         | Not held                               | ベングト・オーベリ（ハスクバーナ）     |
| 1971 | ジョエル・ロベール（スズキ）         | Not held                               | [ロジャー・デコスタ（スズキ）          |
| 1972 | ジョエル・ロベール（スズキ）         | Not held                               | ロジャー・デコスタ（スズキ）           |
| 1973 | ハカン・アンダーソン（ヤマハ)        | Not held                               | ロジャー・デコスタ（スズキ）           |
| 1974 | ジェナディ・モイセーエフ（KTM）      | Not held                               | ヘイキ・ミッコラ（ハスクバーナ）       |
| 1975 | ハリー・エバーツ（Puch）             | ガストン・ライエ（スズキ）             | ロジャー・デコスタ（スズキ）           |
| 1976 | ヘイキ・ミッコラ（ハスクバーナ）     | ガストン・ライエ（スズキ）             | ロジャー・デコスタ（スズキ）           |
| 1977 | ジェナディ・モイセーエフ（ KTM）     | ガストン・ライエ（スズキ）             | ヘイキ・ミッコラ（ヤマハ)              |
| 1978 | ジェナディ・モイセーエフ（ KTM）     | 渡辺明（スズキ）                       | ヘイキ・ミッコラ（ヤマハ）             |
| 1979 | ハカン・カルクビスト（ハスクバーナ） | ハリー・エバーツ（スズキ）             | グラハム・ノイス（ホンダ）             |
| 1980 | ジョルジュ・ジョベ（スズキ）         | ハリー・エバーツ（スズキ）             | アンドレ・マラーベ（ホンダ）           |
| 1981 | ニール・ハドソン（ヤマハ)            | ハリー・エバーツ（スズキ）             | アンドレ・マラーベ（ホンダ）           |
| 1982 | ダニー・ラポルテ（ヤマハ)            | エリック・ゲボス（スズキ）             | ブラッド・ラッキー（スズキ）           |
| 1983 | ジョルジュ・ジョベ（スズキ）         | エリック・ゲボス（スズキ）             | ハカン・カルクビスト（ヤマハ)          |
| 1984 | ハインツ・キニガードナー（KTM）      | ミケーレ・リナルディ（スズキ）         | アンドレ・マラーベ（ホンダ）           |
| 1985 | ハインツ・キニガードナー（KTM）      | ペッカ・ベコーネン（カジバ）           | デビッド・ソープ（ホンダ）             |
| 1986 | ジャッキー・ビモンド（ヤマハ）       | デイブ・ストライボス（カジバ）         | デビッド・ソープ（ホンダ）             |
| 1987 | エリック・ゲボス（ホンダ）           | ヨン・ファンデンベルグ（ヤマハ）       | ジョルジュ・ジョベ（ホンダ）           |
| 1988 | ヨン・ファンデンベルグ（ヤマハ）     | ジャン・ミッシェル・バイル（ホンダ）   | エリック・ゲボス（ホンダ）             |
| 1989 | ジャン・ミッシェル・バイル（ホンダ） | トランパス・パーカー（KTM）            | デビッド・ソープ（ホンダ）             |
| 1990 | アレッサンドロ・プツァール（スズキ） | ドニー・シュミット（スズキ）           | エリック・ゲボス（ホンダ）             |
| 1991 | トランパス・パーカー（ホンダ）       | ステファン・エバーツ（スズキ）         | ジョルジュ・ジョベ（ホンダ）           |
| 1992 | ドニー・シュミット（ヤマハ）         | グレッグ・アルバーティン（ホンダ）     | ジョルジュ・ジョベ（ホンダ）           |
| 1993 | グレッグ・アルバーティン（ホンダ）   | ペドロ・トラグター（スズキ）           | ジャッキー・マルテンス（ハスクバーナ） |
| 1994 | グレッグ・アルバーティン（スズキ）   | ボビー・ムーア（ヤマハ）               | マルカス・ハンソン（ホンダ）           |
| 1995 | ステファン・エバーツ（カワサキ）     | アレッサンドロ・プツァール（ホンダ）   | ジョエル・スメッツ（フサベル）         |
| 1996 | ステファン・エバーツ（ホンダ）       | セバスチャン・トーテリ（カワサキ）     | シェーン・キング（KTM）                |
| 1997 | ステファン・エバーツ（ホンダ）       | アレッシオ・キオッディ（ヤマハ）       | ジョエル・スメッツ（フサベル）         |
| 1998 | セバスチャン・トーテリ（カワサキ）   | アレッシオ・キオッディ（ハスクバーナ） | ジョエル・スメッツ（フサベル）         |
| 1999 | フレデリック・ボレー（ホンダ）       | アレッシオ・キオッディ（ハスクバーナ） | アンドレア・バルトリーニ（ヤマハ）     |
| 2000 | フレデリック・ボレー（ホンダ）       | グラント・ラングストン（KTM）          | ジョエル・スメッツ(KTM）               |
| 2001 | ミカエル・ピション（スズキ）         | ジェームス・ダブ（KTM）                | ステファン・エバーツ（ヤマハ）         |
| 2002 | ミカエル・ピション（スズキ）         | ミカエル・マスキオ（カワサキ）         | ステファン・エバーツ（ヤマハ）         |
| 年   | MXGP                                 | 125                                    | 650                                    |
| 2003 | ステファン・エバーツ（ヤマハ）       | スティーブ・ラモン（KTM）              | ジョエル・スメッツ（KTM）              |
| 年   | MX1                                  | MX2                                    | MX3                                    |
| 2004 | ステファン・エバーツ（ヤマハ）       | ベン・タウンリー（KTM）                | イブ・デマリア（KTM）                  |
| 2005 | ステファン・エバーツ（ヤマハ）       | アントニオ・カイローリ（ヤマハ）       | セブン・ブルーゲルマン（KTM）          |
| 2006 | ステファン・エバーツ（ヤマハ）       | クリストフ・プーセル（カワサキ）       | イブ・デマリア（KTM）                  |
| 2007 | スティーブ・ラモン（スズキ）         | アントニオ・カイローリ（ヤマハ）       | イブ・デマリア（ヤマハ）               |
| 2008 | デビッド・フィリッパーツ（ヤマハ）   | タイラ・ラトレー（KTM）                | スヴェン・ブルーヘルマンス（KTM）      |
| 2009 | アントニオ・カイローリ（ヤマハ）     | マービン・ムスキャン（KTM）            | ピエール・レネット（スズキ）           |
| 2010 | アントニオ・カイローリ（KTM）        | マービン・ムスキャン（KTM）            | カルロス・カンパーノ（ヤマハ）         |
| 2011 | アントニオ・カイローリ（KTM）        | ケン・ロクセン(KTM)                    | ジュリアン・ビル（ホンダ）             |
| 2012 | アントニオ・カイローリ（KTM）        | ジェフリー・ハーリングス（KTM）        | マティアス・ウォークナー（KTM）        |
| 2013 | アントニオ・カイローリ（KTM）        | ジェフリー・ハーリングス（KTM）        | クレメン・ガーチャー（ホンダ）         |

| 年   | MXGP                               | MX2                             |
| ---- | ---------------------------------- | ------------------------------- |
| 2014 | アントニオ・カイローリ（KTM）      | ジョルディ・ティクシエ（KTM）   |
| 2015 | ロメイン・フェーブル（ヤマハ）     | ティム・ガイザー（ホンダ）      |
| 2016 | ティム・ガイザー（ホンダ）         | ジェフリー・ハーリングス（KTM） |
| 2017 | アントニオ・カイローリ（KTM）      | ジョージ・プラド（KTM）         |
| 2018 | アントニオ・カイローリ（KTM）      | パウルス・ジョナス（KTM）       |
| 2019 | ジェフリー・ハーリングス（KTM）    | ジョージ・プラド（KTM）         |
| 2020 | ティム・ガイザー (ホンダ)          | トム・ビアル (KTM)              |
| 2021 | ジェフェリー・ハーリンングス (KTM) | マクシム・ルノー (ヤマハ）      |
| 2022 | ティム・ガイザー (ホンダ)          | トム・ビアル (KTM)              |
| 2023 | ホルヘ・プラド (ガスガス)          | アンドレア・アダモ (KTM)        |
| 2024 | ホルヘ・プラド (ガスガス)          | Kay de Wolf (Husqvarna)         |

### マニュファクチャラー
| 年   | 250          | 125          | 500          |
| ---- | ------------ | ------------ | ------------ |
| 1969 | CZ           | Not held     | ハスクバーナ |
| 1970 | スズキ       | Not held     | ハスクバーナ |
| 1971 | スズキ       | Not held     | スズキ       |
| 1972 | スズキ       | Not held     | スズキ       |
| 1973 | ヤマハ       | Not held     | マイコ       |
| 1974 | CZ           | Not held     | ハスクバーナ |
| 1975 | CZ           | スズキ       | スズキ       |
| 1976 | KTM          | スズキ       | スズキ       |
| 1977 | KTM          | スズキ       | スズキ       |
| 1978 | KTM          | スズキ       | ヤマハ       |
| 1979 | ハスクバーナ | スズキ       | ホンダ       |
| 1980 | スズキ       | スズキ       | ホンダ       |
| 1981 | スズキ       | スズキ       | ホンダ       |
| 1982 | ヤマハ       | スズキ       | スズキ       |
| 1983 | スズキ       | スズキ       | ホンダ       |
| 1984 | KTM          | スズキ       | ホンダ       |
| 1985 | ホンダ       | カジバ       | ホンダ       |
| 1986 | ヤマハ       | カジバ       | ホンダ       |
| 1987 | ホンダ       | カジバ       | ホンダ       |
| 1988 | ヤマハ       | ホンダ       | ホンダ       |
| 1989 | ホンダ       | KTM          | ホンダ       |
| 1990 | スズキ       | スズキ       | ホンダ       |
| 1991 | スズキ       | スズキ       | ホンダ       |
| 1992 | ヤマハ       | ホンダ       | ホンダ       |
| 1993 | ホンダ       | スズキ       | ホンダ       |
| 1994 | スズキ       | ヤマハ       | ホンダ       |
| 1995 | カワサキ     | ヤマハ       | ハスクバーナ |
| 1996 | ホンダ       | カワサキ     | KTM          |
| 1997 | ホンダ       | ヤマハ       | KTM          |
| 1998 | ホンダ       | ヤマハ       | ハスクバーナ |
| 1999 | ホンダ       | ハスクバーナ | ヤマハ       |
| 2000 | ホンダ       | KTM          | KTM          |
| 2001 | スズキ       | KTM          | ヤマハ       |
| 2002 | スズキ       | KTM          | KTM          |
| 年   | MXGP         | 125          | 650          |
| 2003 | ヤマハ       | ヤマハ       | KTM          |
| 年   | MX1          | MX2          | MX3          |
| 2004 | ヤマハ       | ヤマハ       | ホンダ       |
| 2005 | ヤマハ       | ヤマハ       | KTM          |
| 2006 | ヤマハ       | KTM          | ホンダ       |
| 2007 | スズキ       | ヤマハ       | KTM          |
| 2008 | スズキ       | KTM          | KTM          |
| 2009 | ヤマハ       | KTM          | ホンダ       |
| 2010 | KTM          | KTM          | ヤマハ       |
| 2011 | KTM          | KTM          | ホンダ       |
| 2012 | KTM          | KTM          | KTM          |
| 2013 | KTM          | KTM          | KTM          |

| 年   | MXGP   | MX2    |
| ---- | ------ | ------ |
| 2014 | KTM    | KTM    |
| 2015 | ヤマハ | KTM    |
| 2016 | ホンダ | KTM    |
| 2017 | KTM    | KTM    |
| 2018 | KTM    | KTM    |
| 2019 | ホンダ | KTM    |
| 2020 | KTM    | ヤマハ |
| 2021 | KTM    | ヤマハ |
| 2022 | ヤマハ | ヤマハ |
| 2023 | ヤマハ | ヤマハ |

### 女子MX
| 年   | ライダー                                 | マニュファクチャラー |
| ---- | ---------------------------------------- | -------------------- |
| 2005 | ステファニー・ライアー（KTM）            | Not held             |
| 2006 | キャサリン・プラム（カワサキ）           | Not held             |
| 2007 | キャサリン・プラム（カワサキ）           | Not held             |
| 2008 | ラヴィア・ランスロット（カワサキ）       | カワサキ             |
| 2009 | ステファニー・ライアー（KTM）            | KTM                  |
| 2010 | ステファニー・ライアー（KTM）            | KTM                  |
| 2011 | ステファニー・ライアー（KTM）            | KTM                  |
| 2012 | キアラ・フォンタネージ（ヤマハ）         | ヤマハ               |
| 2013 | キアラ・フォンタネージ（ヤマハ）         | ヤマハ               |
| 2014 | キアラ・フォンタネージ（ヤマハ）         | ヤマハ               |
| 2015 | キアラ・フォンタネージ（ヤマハ）         | ヤマハ               |
| 2016 | ラヴィア・ランスロット（カワサキ）       | カワサキ             |
| 2017 | キアラ・フォンタネージ（ヤマハ）         | ヤマハ               |
| 2018 | キアラ・フォンタネージ（ヤマハ）         | ヤマハ               |
| 2019 | コートニー・ダンカン（カワサキ）         | カワサキ             |
| 2020 | コートニー・ダンカン（カワサキ）         | ヤマハ               |
| 2021 | コートニー・ダンカン（カワサキ）         | カワサキ             |
| 2022 | ナンシー・ファン・デル・ヴェン（ヤマハ） | ヤマハ               |
| 2023 | コートニー・ダンカン（カワサキ）         | カワサキ             |
| 2024 | Lotte van Drunen (Yamaha)                |                      |